# (38590) 1999 XT115
1999 XT115 (asteroide 38590) é um asteroide da cintura principal. Possui uma excentricidade de 0.19809020 e uma inclinação de 5.64797º.
Este asteroide foi descoberto no dia 5 de dezembro de 1999 por CSS em Catalina.